# Chemins de fer départementaux des Ardennes

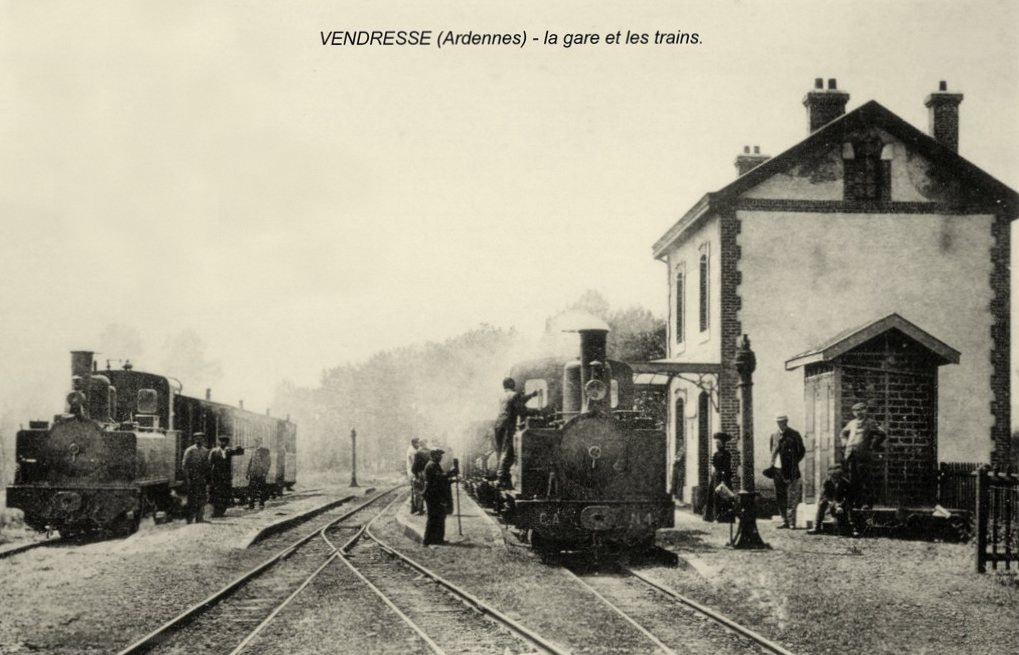
Schmalspurbahnbetrieb in Vendresse

Die Chemins de fer départementaux des Ardennes waren ein schmalspuriges und meterspuriges Gleisnetz im französischen Département Ardennes. Es waren typische Nebenbahnen (französisch chemin de fer secondaire), die einen Mindestkurvenradius von nur 50 Metern erforderten, Steigungen von maximal 30 mm/m aufwiesen und mit Dampflokomotiven betrieben wurden.

## Geschichte
Die Betreibergesellschaft wurde 1895 von den Herren Joly, Beldant und Baert als Tochtergesellschaft der Baert-Verney-Gruppe gegründet, nachdem diese durch ein Gesetz vom 9. August 1894 die Konzession für den Bau und Betrieb von Nebenbahnen im Département Ardennes erhalten hatte. Sie unterhielt 1909 bereits 342 km Gleise mit Spurweiten von 800 mm oder 1000 mm.
Vier Strecken waren an das belgische Vizinalbahn-Netz angeschlossen. Aufgrund der Erfahrungen im Umfeld der militärischen Niederlage von Sedan im Deutsch-Französischen Krieg von 1870 bis 1871 bestand das französische Militär darauf, die ungewöhnliche Spurweite von 800 mm zu verwenden, damit die Bahnstrecken nicht mit den Schienenfahrzeugen eines möglichen Invasors befahren werden konnten. Die Trassierung und der Oberbau ähnelten mit Krümmungsradien von 60 Metern, Rampen von 30 ‰ und einem Metergewicht von 18 kg/m eher der Bauweise einer Baustellenbahn als einer normalspurigen Nebenbahn.
Im Jahr 1898 wurde das sogenannte „zweite Netzwerk“ geschaffen, das dank des Drucks der lokalen Abgeordneten und Industriellen sowie der veränderten Sichtweise der Armee in Meterspur gebaut wurde. Dies brachte mehr Vorteile als Risiken mit sich, da die Strecken an das meterspurige Netz der Compagnie des chemins de fer des Ardennes angeschlossen werden konnten.

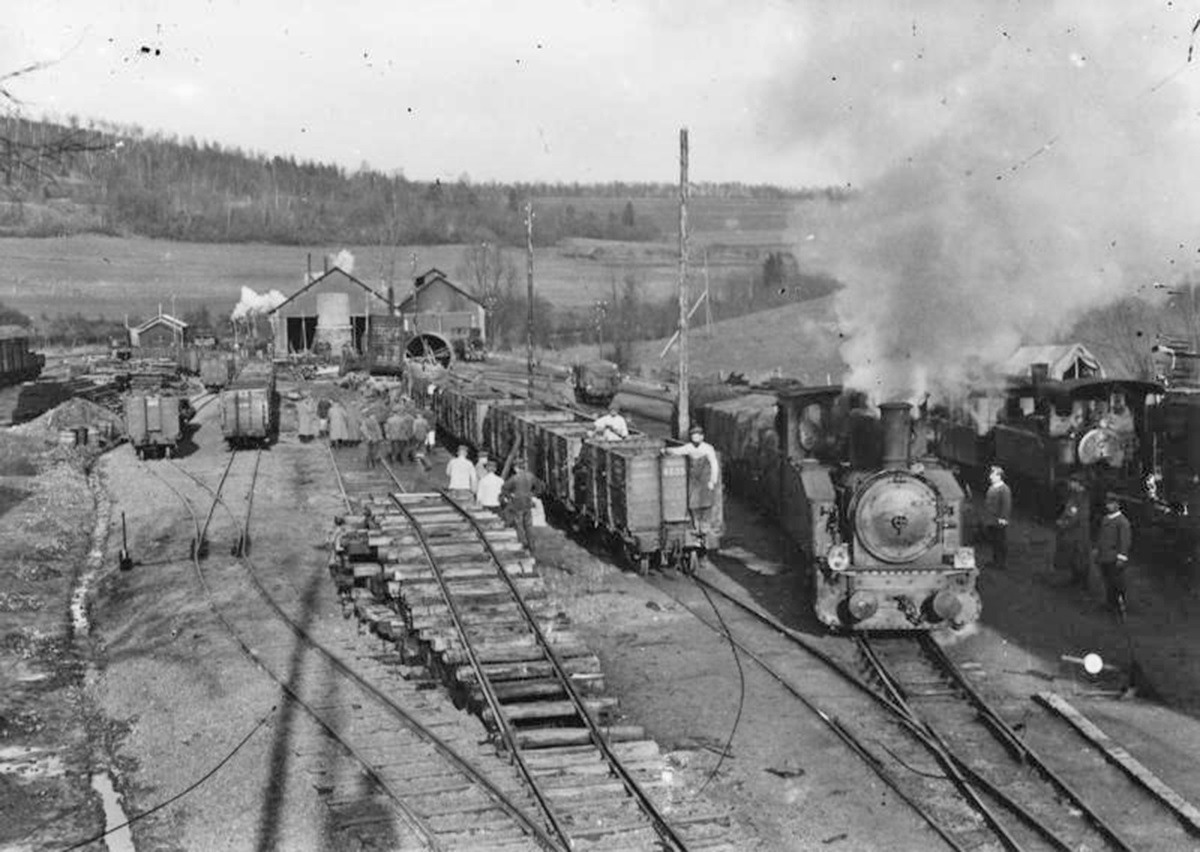
Preußische T 37 Lokomotive Kattowitz 118 der Oberschlesischen Eisenbahn (Dn2t, 785 mm, O&K, Baujahr 1904–1906) am 29. Mai 1916 im Übergangbahnhof Raucourt

Einige Strecken wurden danach von 800 mm auf 1000 mm Spurweite umgespurt. Während des Ersten Weltkriegs wurden die meisten Schienenfahrzeuge auf dem Netzwerk der Chemins de Fer de la Banlieue de Reims (CBR) im Département Marne in Sicherheit gebracht. Die deutschen Streitkräfte importierten daher 785-mm-Schienenfahrzeuge der Oberschlesischen Schmalspurbahn, die sich aufgrund der um nur um 15 mm abweichenden Nennspurweite auf den 800-mm-Gleisen einsetzen ließen.
Die Deutschen legten bei ihrem Rückzug einige Linien nieder und zerstörten einen Teil der Infrastruktur, insbesondere Brücken und Wassertürme. Beim Wiederaufbau des Netzes in der Nachkriegszeit des Ersten Weltkriegs wurde die metrische Spurweite eingeführt. Während des Zweiten Weltkriegs wurden einige Strecken von den deutschen Streitkräften aufgrund der Transportknappheit auf Normalspur umgespurt, insbesondere um schwere Geschütze an die Front bei Semide transportieren zu können.
Ab 1947 wurden die Strecken mit Meterspur an die Régie départementale des transports des Ardennes (RDTA) übertragen. Dies war der Beginn der Schließungen, zunächst für den Personen-, dann für den Güterverkehr. Im Jahr 1950 wurde der Betrieb auf den verbliebenen industriell geprägten Meterspurstrecken (Tremblois-Rocroi-Hiraumont, Nouzonville-Gespunsart und Monthermé-Sorendal) eingestellt. Der letzte Zug verkehrte 1961.

## Bahnstrecken

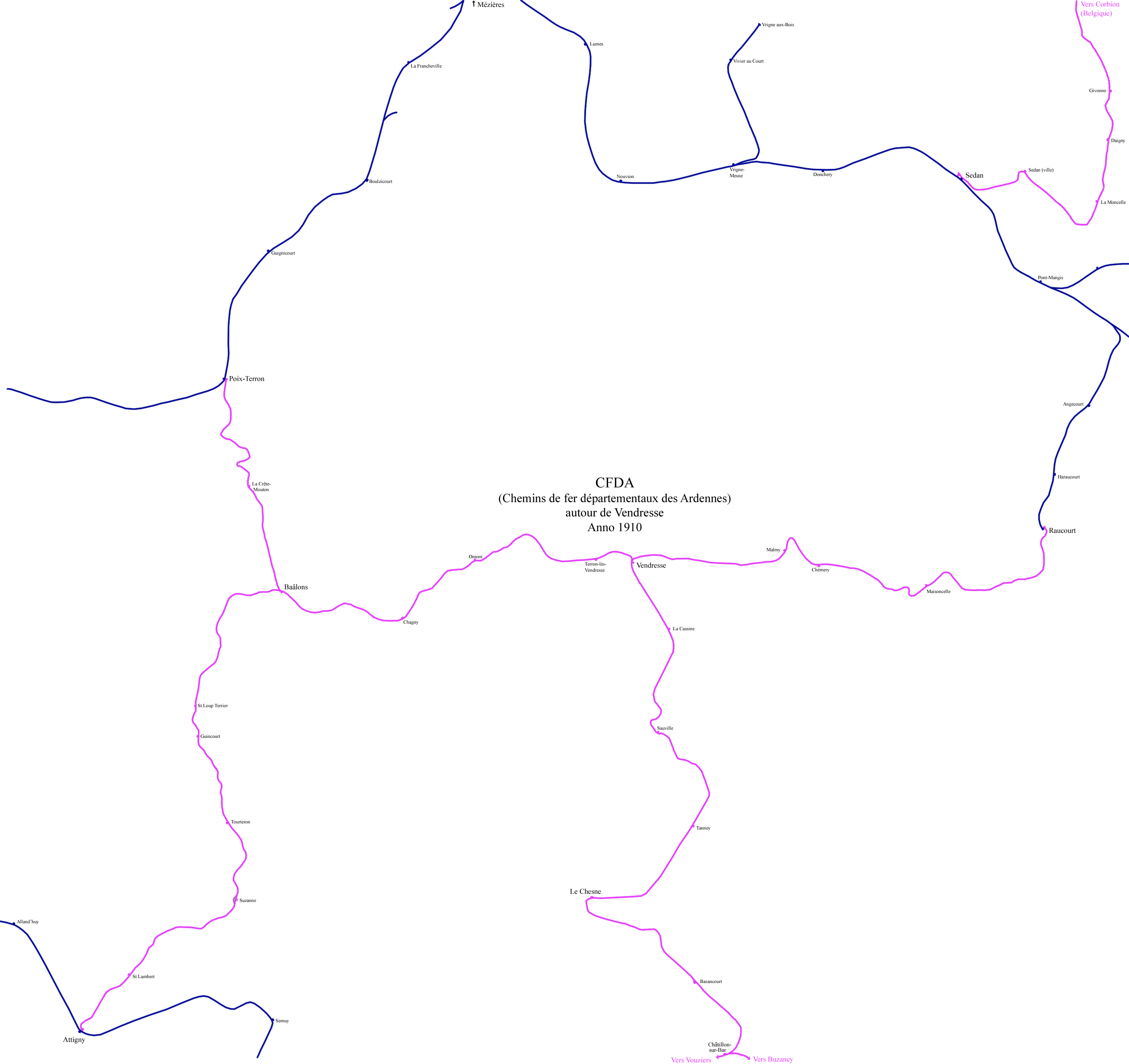
Bahnstrecken bei Vendresse, 1910

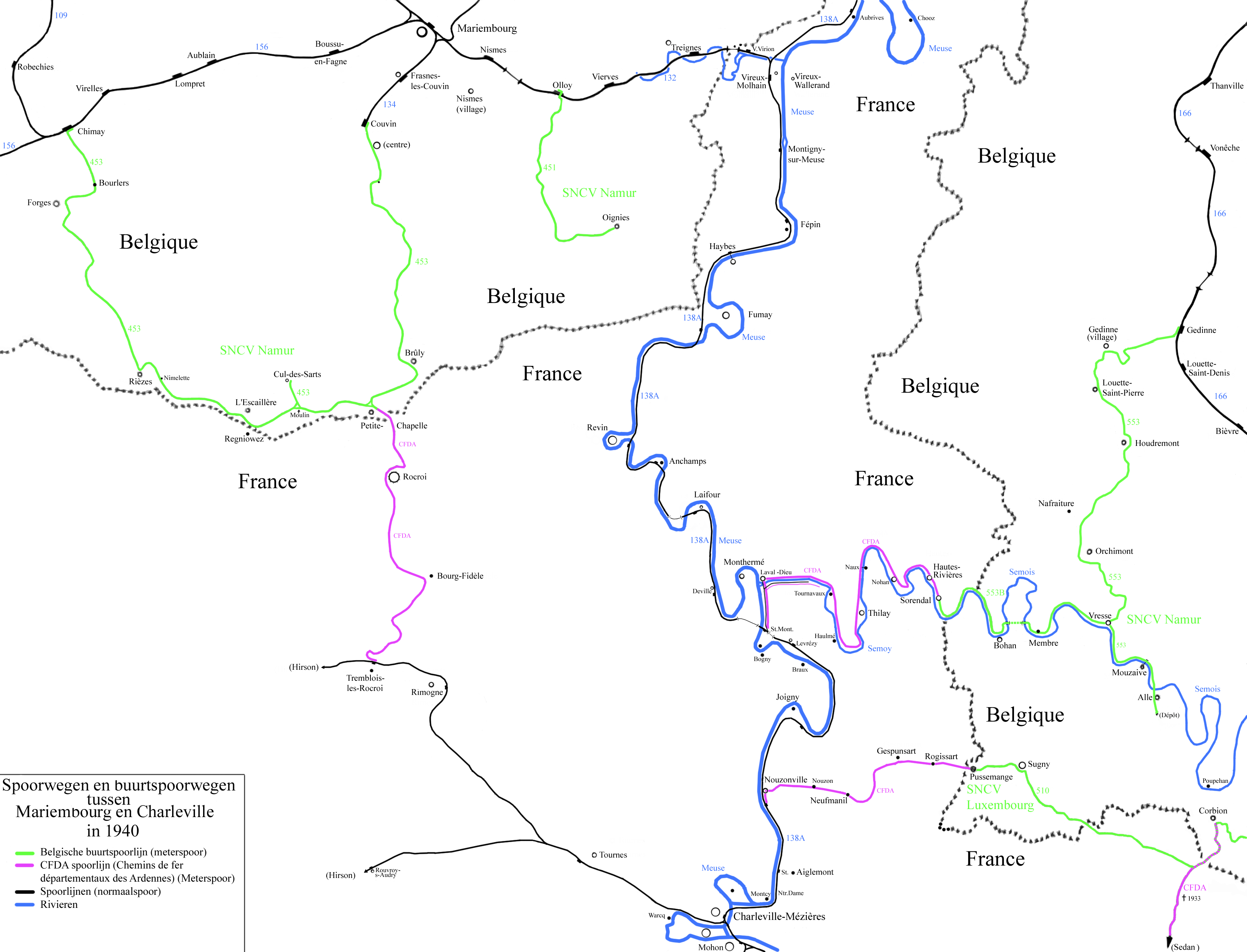
Grenzüberschreitende Strecken in Frankreich (lila) und Belgien (grün)

Das Netzwerk lässt sich, chronologisch sortiert, in das erste und zweite Netzwerk sowie in später in Betrieb genommene Strecken unterteilen. Die Strecken wurden aus militärstrategischen Gründen mit einer Spurweite von 800 mm gebaut, und erst nach einer Gesetzesänderung teilweise auf Meterspur umgespurt und bis über die belgische Grenze hinaus verlängert:

### Das erste Netzwerk
- Tremblois-lès-Rocroi–Rocroi (* November 1895, 12 km)
- Nouzon–Gespunsart (* August 1896, 8 km)
- Wasigny–Signy-l'Abbaye (11,5 km)
  - Wasigny–Signy-Gare (* November 1897)
  - Signy-Gare–Signy-Place (* August 1898)
- Vouziers–Raucourt–Buzancy (59 km)
  - Vouziers–Le Chesne (* Oktober 1897)
  - Le Chesne–Raucourt (1898)
  - Zweigstrecke Châtillon–Buzancy (* Oktober 1897)

### Das zweite Netzwerk
- Chatelet-sur-Retourne–Juniville (* Dezember 1900)
- Monthermé-Est–Les Hautes-Rivières (* Oktober 1901)
- Vendresse–Poix (* 15. Mai 1904; 19,2 km)
- Attigny–Baâlons (* 15. Mai 1904; 17 km; † 1933)
- Rocroi–Hiraumont–Petite Chapelle (* Dezember 1905; 3,9 km)
- Juniville–Vouziers (* November 1906)
- Signy–Mézières (* März 1908; 32,7 km)
- Wasigny–Renneville (* April 1909)
- Dizy-le-Gros–Sissonne–Saint-Erme (* Mai 1909)
- Asfeld–Dizy-le-Gros–Montcornet (* Mai 1909)
- Sedan–Belgische Grenze bei Corbion (1910)
- Les Hautes Rivières–Sorendal (* 1914; 1,7 km)

### Später in Betrieb genommene Strecken
Zwei im Bau befindliche Strecken waren 1914 bei Beginn des Ersten Weltkriegs noch nicht fertiggestellt:
- Gespunsart–Belgische Grenze (* 1925; 3,3 km)
- Sorendal–Belgische Grenze (* 1938; 3,2 km)

## Dampflokomotiven

### 800-mm-Schmalspurlokomotiven
| Bild | Bauart                   | Anzahl | Nummer | Indienststellung | Bemerkungen |
| ---- | ------------------------ | ------ | ------ | ---------------- | --- |
|      | Corpet-Louvet Ct (030T)  | 11     | 1–11   | 1895             | Werksnummern 628–638 Zum Teil beschlagnahmt durch Militärisches Maschinenamt Amagne, Bayerisches Eisenbahnbetriebskorps 1 |
|      | Corpet-Louvet B1t (021T) | 2      | 12–13  | 1899             | Werksnummern 779–780 |
|      | Corpet-Louvet Ct (030T)  | 1      | 14     | 1905             | Werksnummer 1025 |

### Neu beschaffte Meterspurlokomotiven
| Bild | Bauart                   | Anzahl | Nummer | Indienststellung | Bemerkungen            |
| ---- | ------------------------ | ------ | ------ | ---------------- | ---------------------- |
|      | Corpet-Louvet Ct (030T)  | 1      | 31     | 1900             | Werksnummer 762        |
|      | Corpet-Louvet Ct (030T)  | 1      | 32     | 1900             | Werksnummer 846        |
|      | Corpet-Louvet Ct (030T)  | 1      | 33     | 1900             | Werksnummer 860        |
|      | Corpet-Louvet Ct (030T)  | 4      | 34–37  | 1902             | Werksnummer 904–907    |
|      | Corpet-Louvet Ct (030T)  | 2      | 38–39  | 1902             | Werksnummern 1000–1001 |
|      | Corpet-Louvet 1Ct (130T) | 2      | 51–52  | 1905             | Werksnummern 1023–1024 |
|      | Corpet-Louvet 1Ct (130T) | 2      | 53–54  | 1905–1906        | Werksnummern 1037–1038 |
|      | Corpet-Louvet 1Ct (130T) | 5      | 55–59  | 1908             | Werksnummern 1147–1151 |
|      | Corpet-Louvet 1Ct (130T) | 1      | 60     | 1908             | Werksnummer 1160       |
|      | Corpet-Louvet 1Ct (130T) | 3      | 61–63  | 1908             | Werksnummer 1168–1170  |
|      | Corpet-Louvet 1Ct (130T) | 3      | 64–66  | 1909             | Werksnummern 1204–1206 |
|      | Corpet-Louvet 1Ct (130T) | 15     | 71–85  | 1924–1925        | Werksnummern 1636–1650 |

### Gebraucht beschaffte Meterspurlokomotiven
| Bild | Bauart                    | Anzahl | Nummer | Indienststellung | Bemerkungen                                                                                             |
| ---- | ------------------------- | ------ | ------ | ---------------- | --- |
|      | Corpet-Louvet C’1t (031T) | 13–14  |        | 1893             | Werksnummern 582–583 1922 aus den Beständen der Chemins de fer départementaux de la Côte-d'Or beschafft |